# The Champion (pel·lícula de 1915)
The Champion és una pel·lícula muda escrita i dirigida per Charles Chaplin i protagonitzada per ell mateix i Edna Purviance. Tercera pel·lícula de Chaplin per a la Essanay, per primera vegada Chaplin comença a desenvolupar el seu propi estil de comèdia, veiem en la introducció per exemple com el rodamón comparteix el seu únic àpat, una salsitxa, amb el seu buldog, el qual s’espera fins que Charlie faci la primera mossegada. Es va estrenar l'11 de març de 1915. Chaplin reprendria el tema del combat de boxa a la pel·lícula City Lights.

## Argument
Charlie Chaplin és un rodamón que té com a company un buldog. No té un cèntim i comparteix amb l’animal l’única cosa que ha aconseguit per menjar, una salsitxa. Caminant pel carrer troba una ferradura de "la bona sort" just quan passa per davant d’una sala d'entrenament d'un boxejador anomenat Spike Dugan. Fora del campament hi ha un gran anunci pintat que afirma que Dugan està buscant espàrrings "que puguin donar un cop de puny" i decideix apuntar-s’hi per poder guanyar algun caler. Allà s’asseu en un banc amb altres aspirants i va veient com Dugan els va deixant fora de combat un darrera l’altre. Charlie veu que la seva única oportunitat de sobreviure és posar la ferradura dins del guant de boxa. Gràcies al guant trucat Charlie guanya i l'entrenador decideix preparar Charlie per lluitar contra el campió del món, Bob Uppercut. Ell i Edna, la filla de l'entrenador, s'enamoren. Un apostador intenta corrompre Charlie per tal que es deixi guanyar però ell ho rebutja. El dia del combat al final Charlie s’està enduent la pitjor part quan el seu buldog decideix intervenir i mossega el cul del campió. Charlie per defensar el seu gos l’ataca amb totes les seves forces i acaba guanyant.

## Repartiment
- Charles Chaplin (aspirant a boxejador)
- Edna Purviance (filla de l'entrenador)
- Bud Jamison (Bob Uppercut, el campió)
- Leo White (apostador corrupte)
- Fred Goodwins (Spike Dugan)
- Ben Turpin (venedor al ring)
- Lloyd Bacon (entrenador)
- Billy Armstrong (espàrring)
- Carl Stockdale (espàrring)
- Paddy McGuire (espàrring)
- "Broncho Billy" Anderson (espectador)